# Gonçalo Monteiro
Gonçalo Monteiro foi um padre português. Chegou ao Brasil em 1532, junto com a esquadra de Martim Afonso de Sousa.
Foi pároco da primeira paróquia da capitania de São Vicente, a primeira vila do Brasil, tendo também sido capitão-mor da capitania. Os historiadores divergem quanto à época em que Gonçalo Monteiro teria assumido o cargo: alguns argumentam Gonçalo Monteiro foi escolhido logo após a fundação de São Vicente, enquanto outros afirmam que ele teria sido capitão-mor somente após o retorno de Pero de Góis, neste caso primeiro capitão-mor de São Vicente, a Portugal em missão, no final de 1536. Gonçalo Monteiro governou até 1539.